# Mrežničko Dvorište
 Mrežničko Dvorište  falu Horvátországban, Károlyváros megyében. Közigazgatásilag Duga Resához tartozik.

## Fekvése
Károlyvárostól 9 km-re, községközpontjától 3 km-re délnyugatra, a Mrežnica bal partján fekszik.

## Története
A településnek 1857-ben 62, 1910-ben 80 lakosa volt. A trianoni békeszerződésig Zágráb vármegye Károlyvárosi járásához tartozott. 2011-ben 65-en lakták.

## Lakosság
| Lakosság változása | Lakosság változása | Lakosság változása | Lakosság változása | Lakosság változása | Lakosság változása | Lakosság változása | Lakosság változása | Lakosság változása | Lakosság változása | Lakosság változása | Lakosság változása | Lakosság változása | Lakosság változása | Lakosság változása | Lakosság változása |
| ------------------ | ------------------ | ------------------ | ------------------ | ------------------ | ------------------ | ------------------ | ------------------ | ------------------ | ------------------ | ------------------ | ------------------ | ------------------ | ------------------ | ------------------ | ------------------ |
| 1857               | 1869               | 1880               | 1890               | 1900               | 1910               | 1921               | 1931               | 1948               | 1953               | 1961               | 1971               | 1981               | 1991               | 2001               | 2011               |
| 62                 | 77                 | 67                 | 73                 | 64                 | 80                 | 69                 | 72                 | 83                 | 89                 | 72                 | 81                 | 80                 | 81                 | 81                 | 65                 |